# Zabili Mi Żółwia
Zabili Mi Żółwia – polski zespół muzyczny powstały w połowie 1997 roku w Mazańcowicach, małej miejscowości koło Bielska-Białej. Został założony przez grupę przyjaciół. Muzycy łączą ze sobą muzykę punk, ska oraz reggae.

## Historia
Pierwszym koncertem zespołu był występ w szkole podstawowej w Mazańcowicach w maju 1999 roku. Po zagraniu przez grupę kilkunastu koncertów w 2000 roku, gitarzystę Szymona Taranowskiego zastąpił Kuba Wieczorek. Mniej więcej w tym też czasie do zespołu dołączył Wojtek Homa, wprowadzając do zespołu nowy instrument – akordeon.
W październiku 1999 roku Zabili Mi Żółwia po raz pierwszy zarejestrował swój materiał, tworząc tym samym pierwsze demo o tytule Mordercy żółwia, na którym znalazły się m.in. utwory: Kwiatek, Być człowiekiem, Serce ogrodu, Starzec.
W lutym 2001 została nagrana półprofesjonalnie pierwsza płyta zespołu, Akt I. Wydaniem i dystrybucją tejże płyty zajmował się sam zespół, realizacji nagrań dokonał na nieprofesjonalnym sprzęcie Piotr „Yoyo” Jakimów.
W listopadzie 2004 menadżerem zespołu został Jarek Czulak, który znacznie zwiększył częstotliwość i zasięg grania koncertów.
W maju 2005 zespół zarejestrował nowy materiał promocyjny, zapowiadający jednocześnie drugą płytę zespołu. Realizacji trzech nagrań o tytułach Wiosna, Barykady i Dlaczego dokonał Tomasz Zborek w bielskim studiu Media-Art.
30 marca 2006 Zabili Mi Żółwia wydali debiutancki album Uczucia w promocji nakładem wrocławskiego wydawnictwa Lou&Rocked Boys / Rockers Publishing. Na płycie znalazły się takie utwory jak Uczucia w promocji, Jaracz, Dlaczego, Barykady, Mała armia, Dezerter.
W grudniu 2006 zespół zakończył współpracę z Jarkiem Czulakiem.
Do ważniejszych koncertów zagranych przez grupę można zaliczyć: koncert na festiwalu Winter Reggae w 2002 roku, występ na finale WOŚP w Warszawie w 2004 roku, w Żorach w 2008 roku oraz Czechowicach-Dziedzicach w 2009 roku, występ w warszawskim klubie Stodoła w lutym 2004 wraz z Habakukiem, Daabem i innymi, występ na festiwalu Nie Zabijaj w Starym Oleśnie w lipcu 2005.
14 października 2008 roku na oficjalnej stronie Zabili Mi Żółwia, pojawił się singiel zapowiadający nową płytę, nazwany „Ostatni raz”.
17 listopada 2008 roku wydano nowy album pod tytułem Twarzą w twarz.
2 czerwca 2012 roku ukazał się singiel zapowiadający płytę „Wniebowzięci” – „My maszyny”. Nowa płyta zapowiedziana została na 15 sierpnia 2013, a ostatecznie ukazała się 30 września 2013 roku.
7 stycznia 2014 roku muzycy na oficjalnym fanpage na facebooku umieścili informację o zawieszeniu działalności po odbyciu zaplanowanej trasy koncertowej.
18 lipca 2014 roku w Jasienicy odbył się ostatni koncert grupy.

## Muzycy

### Ostatni skład zespołu
- Kuba Wieczorek – gitara, wokal wspomagający
- Michał Wojnar – wokal
- Wojtek Homa – akordeon, klawisze, wokal wspomagający
- Dominik Barnaś – gitara basowa
- Karol Wieczorek – perkusja

### Byli członkowie zespołu
- Szymon Taranowski – gitara rytmiczna
- Przemek Danel – perkusja (do 2009)
- Marcin Kawka – klawisze

## Dyskografia

### Dema
| Rok  | Tytuł           |
| ---- | --------------- |
| 1999 | Mordercy żółwia |
| 2001 | Akt I           |

### Albumy studyjne
| Rok  | Tytuł                                                                      |
| ---- | -------------------------------------------------------------------------- |
| 2006 | Uczucia w promocji - Data: 30 marca 2006 - Wydawca: Lou & Rocked Boys      |
| 2008 | Twarzą w twarz - Data: 17 listopada 2008 - Wydawca: Lou & Rocked Boys      |
| 2013 | Wniebowzięci - Data: 30 września 2013 - Wydawca: Agencja Artystyczna MRUKU |

## Teledyski
źródło:.
- Wiosna
- My Maszyny